# Extensión algebraica
En álgebra abstracta, una extensión de cuerpo L/K se dice algebraica si cada elemento de L es algebraico sobre K, por ejemplo, si cada elemento de L es una raíz de algún polinomio distinto de cero con coeficientes en K.
Las extensiones de cuerpos que no son algebraicas, i.e. que contienen elementos trascendentes, son llamadas transcendentes. R/Q es trascendente, mientras que las extensiones de cuerpos C/R y Q(√2)/Q son algebraicas.

## Propiedades
Si pensamos en L como un espacio vectorial sobre K, podemos considerar su dimensión. Esta dimensión es también llamada el grado de la extensión. Así, la extensión L/K puede ser clasificada además como extensión finita o infinita de acuerdo con esta dimensión. Todas las extensiones trascendentes son de grado infinito. Esto además implica que todas las extensiones finitas son algebraicas.
Sin embargo lo contrario es cierto: existen extensiones infinitas que son además algebraicas. Por ejemplo, el cuerpo de todos los números algebraicos es una extensión infinita algebraica de los números racionales.
Si a es algebraico sobre K, entonces K[a], el conjunto de todos los polinomios en a con coeficientes en K, es un cuerpo. Es una extensión de cuerpos algebraica de K que tiene grado finito sobre K. En el caso especial de que K=Q, Q[a] es un ejemplo de cuerpo de números algebraicos.
Un cuerpo sin extensiones algebraicas propias es llamado
algebraicamente cerrado. Un ejemplo es el de los números complejos.
Cada cuerpo tiene una extensión algebraica que es algebraicamente cerrada (que se denomina su clausura algebraica), pero el probar esto en general, requiere cierta forma del axioma de elección.

## Generalizaciones
La teoría de modelos generaliza la noción de extensión algebraica a teorías arbitrarias: una inmersión difeomorfa (incubamiento) de M en N se le llama extensión algebraica si para cada x en N existe una condición p con parámetros en M, tal que
p(x) es cierta y el conjunto

{\displaystyle \{y\in N|p(y)\}}

es finito. Ocurre que aplicando esta definición a la teoría de cuerpos tenemos la definición usual de extensión algebraica. El grupo de Galois de N sobre M puede ser de nuevo definido como el grupo de automorfismos, y gran parte de la teoría de grupos de Galois puede ser desarrollada para el caso general.

## Extensión trascendente
En Teoría de Cuerpos, una extensión de cuerpos {\displaystyle L:K} es transcendente o trascendente si existe algún elemento {\displaystyle \alpha \in L} que es trascendente sobre {\displaystyle K}.